# Historia postal de Chile

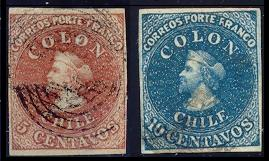
"Colones" rojo pardo y azul oscuro (1853).

Los sellos postales de Chile se han emitido desde 1853.

## "Colones"
Los sellos de Chile tienen su origen en el denominado Colón de 5 centavos, que fue impreso en Inglaterra por la firma Perkins, Bacon & Co. y emitido por primera vez el 1 de julio de 1853 y que muestra la efigie de Cristóbal Colón. Esta primera emisión consistió en dos sellos con valores faciales de 5 y 10 centavos, en colores rojo pardo y azul respectivamente. Estos sellos, que no eran dentados, se imprimieron en hojas de 240 sellos y fueron usadas por las dos oficinas postales de Valparaíso y Santiago.
Por ley, entre 1853 y 1910 sólo estaba permitido el retrato de Cristóbal Colón en los sellos postales chilenos.

## "Centenario de la Independencia Nacional"
En 1910 con ocasión del Centenario de la Independencia Nacional, se emitió una serie conmemorativa en la que por primera vez se utilizaron otro tipo de ilustraciones en los sellos (próceres, monumentos e imágenes de batallas). La segunda serie de sellos postales chilenos que no poseía la imagen de Colón correspondió a la serie Presidentes emitida en 1911 y que incluía retratos de presidentes y próceres nacionales. Estas dos series fueron impresas en Estados Unidos por la American Bank Note Co.
La serie de sellos conmemorativos del Centenario de la Independencia Nacional está compuesta por 15 sellos:

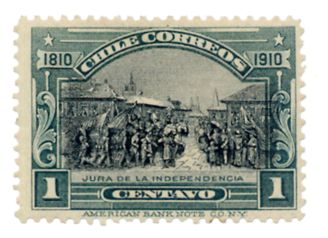
Jura de la Independencia Nacional (1 centavo)
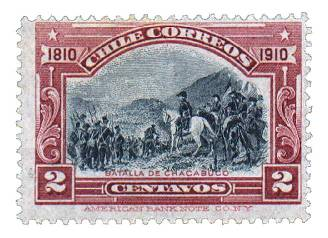
Batalla de Chacabuco (2 centavos)
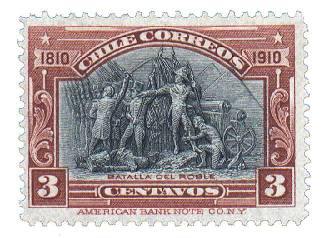
Batalla de El Roble (3 centavos)
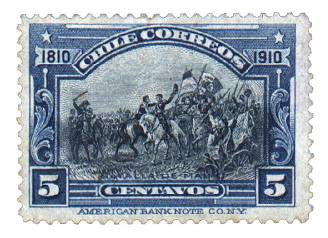
Batalla de Maipú (5 centavos)
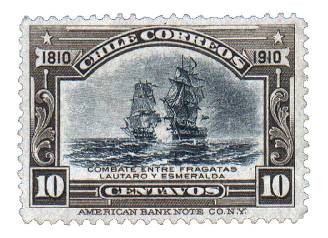
Combate entre las fragatas Lautaro y Esmeralda (10 centavos)
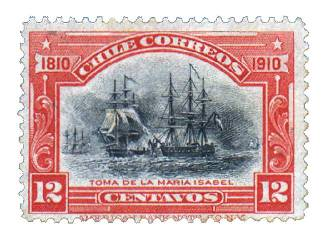
Toma de la fragata María Isabel (12 centavos)
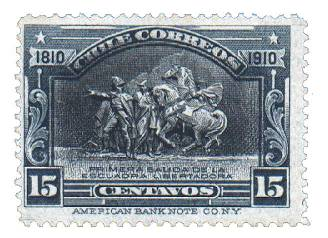
Primera salida de la Escuadra Libertadora (15 centavos)
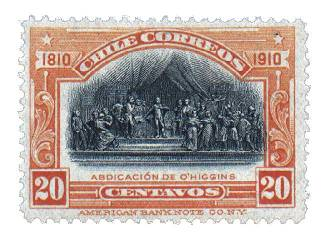
Abdicación de Bernardo O'Higgins (20 centavos)
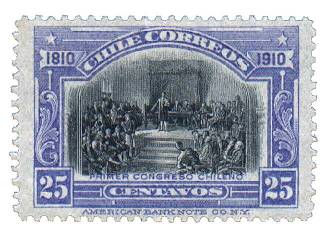
Primer Congreso Nacional (25 centavos)
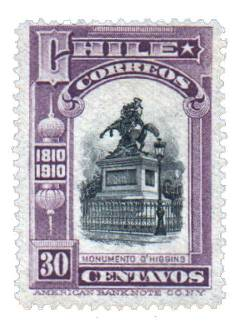
Monumento a Bernardo O'Higgins (30 centavos)
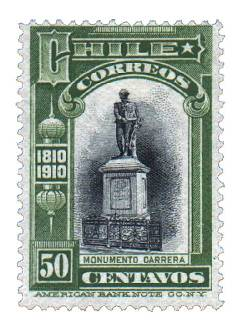
Monumento a José Miguel Carrera (50 centavos)
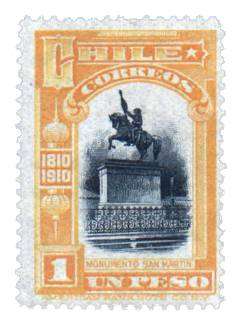
Monumento a José de San Martín (1 peso)
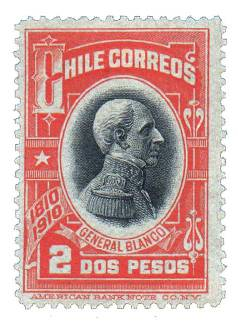
Retrato del General Manuel Blanco Encalada (2 pesos)
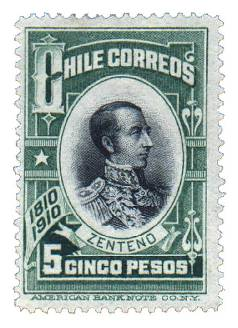
Retrato de José Ignacio Zenteno (5 pesos)
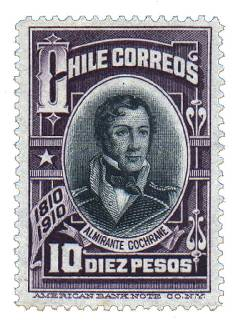
Retrato del Almirante Lord Cochrane (10 pesos)

## Después de 1910
Desde 1910 en adelante, Correos de Chile emitiría diversos modelos de sellos, con diferentes ilustraciones y colores, variando de acuerdo a la ocasión o celebración. Sin embargo, Correos de Chile no realiza homenajes en sus sellos a personas que estén vivas. Las únicas dos excepciones a este caso ocurrieron con la visita del Papa Juan Pablo II en 1987, en la cual tras un decreto especial se imprimieron sellos con su rostro y escenas de las ciudades que visitó, y con la visita del papa Francisco a Chile en enero de 2018.

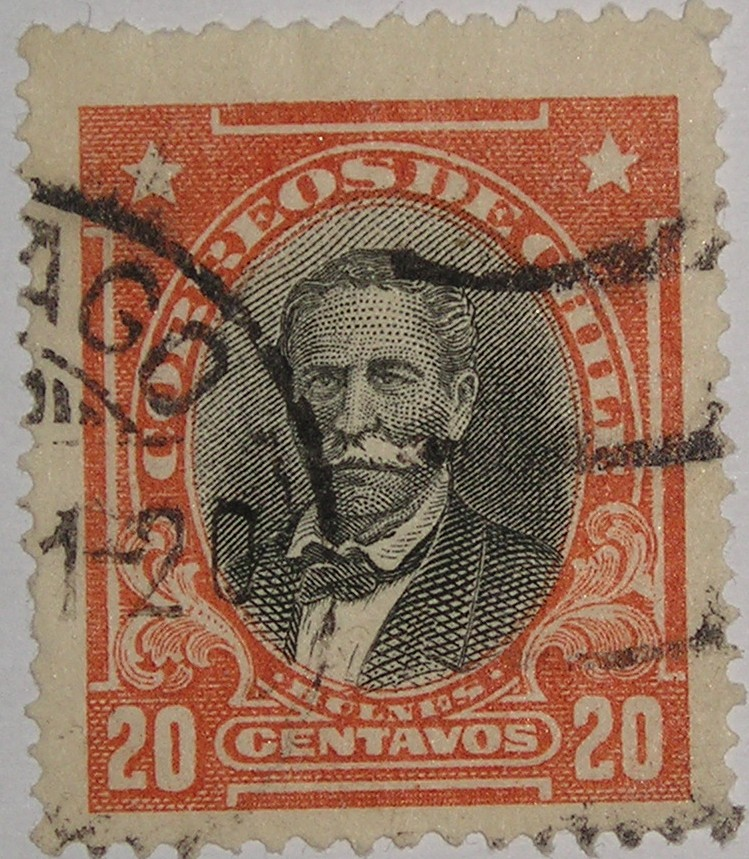
Manuel Bulnes (1911).
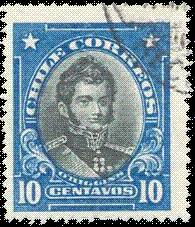
Bernardo O'Higgins (1915).
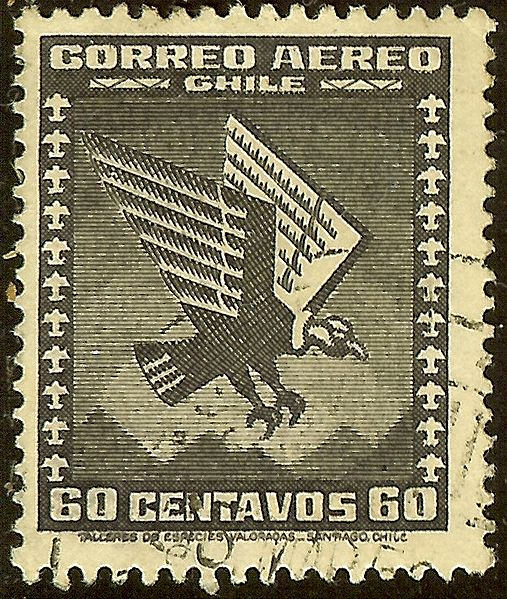
Sello de correo aéreo (1935, 60 centavos)
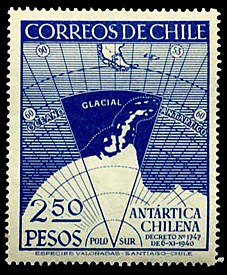
Territorio Chileno Antártico (1947).
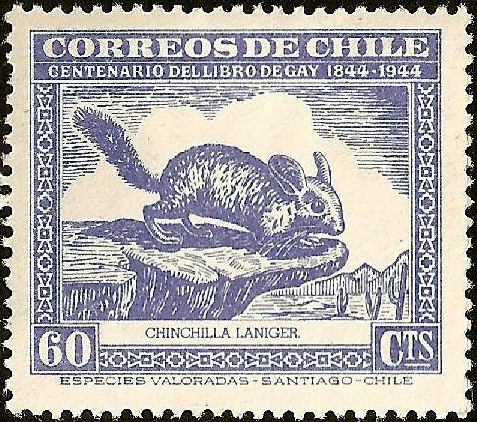
Chinchilla dibujada por Claudio Gay (1948).
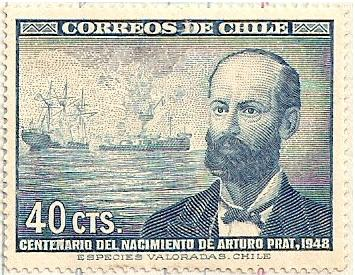
Centenario del nacimiento de Arturo Prat (1948).